# Mooreiche

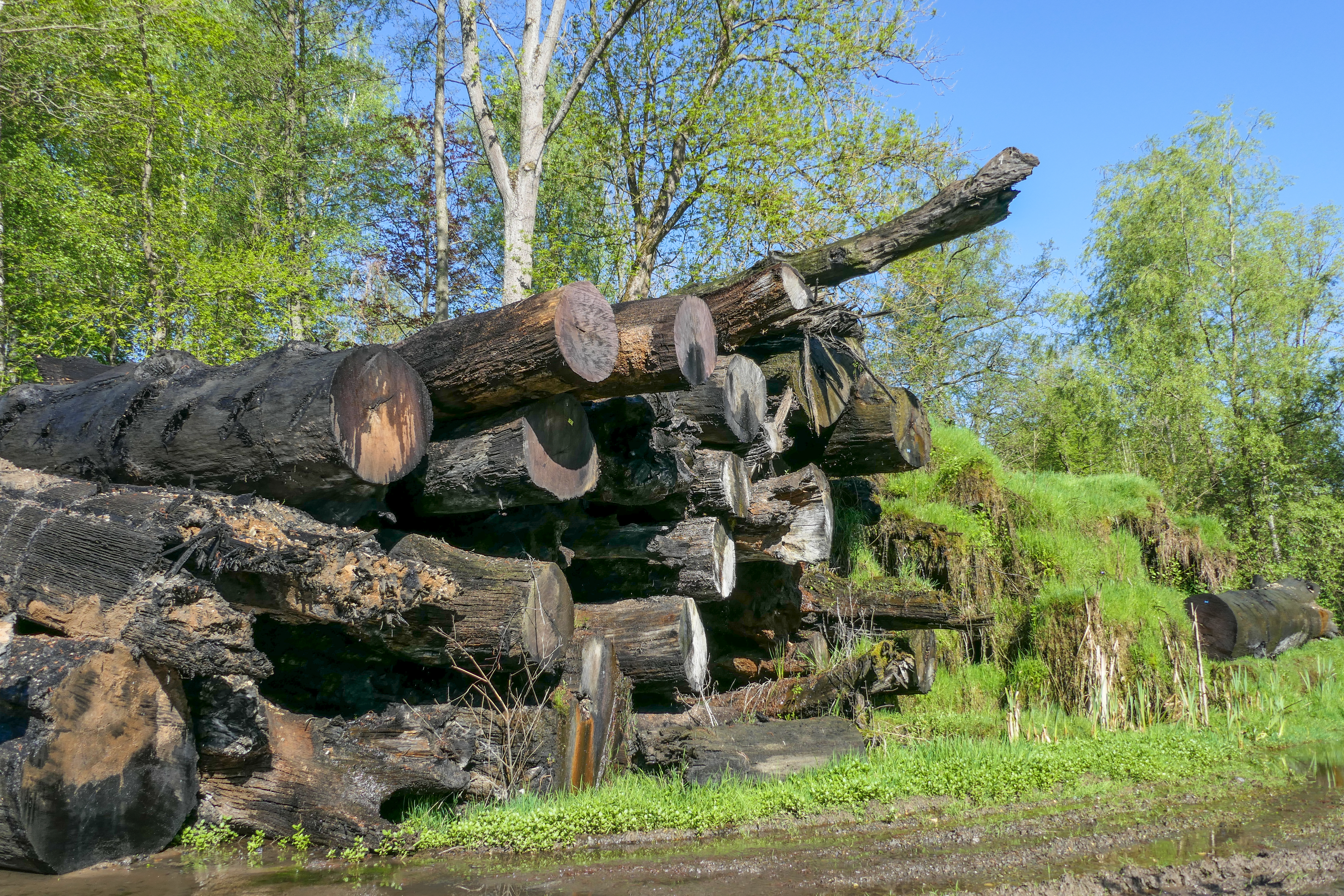
Tausende Jahre alte Mooreichen aus Oberfranken, Nordbayern

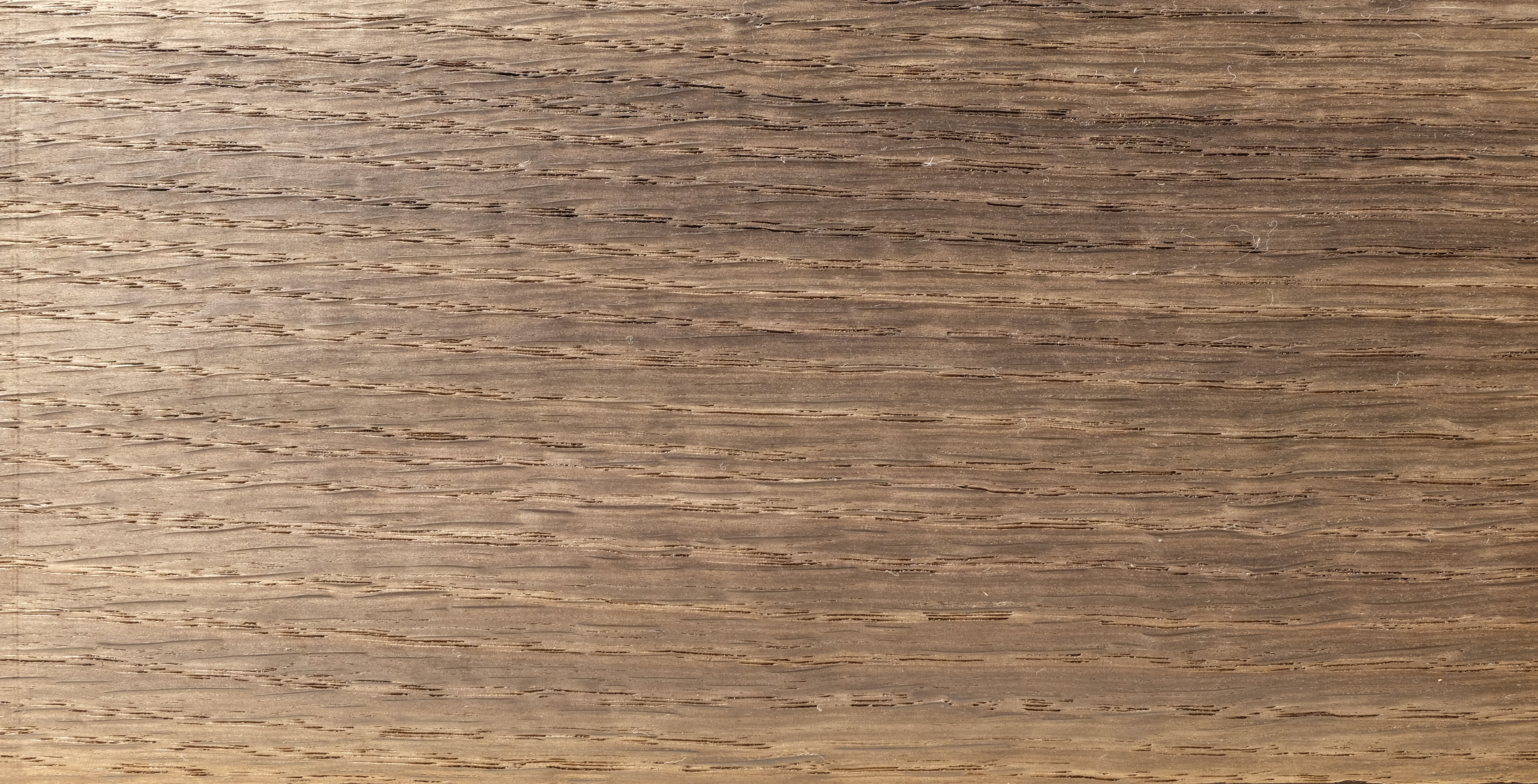
Subfossile Eiche/Mooreiche

Als Mooreichen werden Eichenstämme (Quercus spp.) bezeichnet, die über einen Zeitraum von Jahrhunderten oder Jahrtausenden in Mooren oder Sumpflandschaften gelegen haben. Durch eine Reaktion von Eisengerbstoffen im Stamminneren verfärbt und verhärtet sich das Holz und verändert seine physikalischen, chemischen und strukturellen Eigenschaften.

## Beschreibung
Mooreichen werden bei Trockenlegungen von Mooren oder Maßnahmen der Moorkultivierung sowie Moorkolonisierung gefunden. Man spricht von subfossilem Eichenholz (Quercus spp.). Die im Holz enthaltene Gerbsäure verbindet sich über die Zeit mit den Eisensalzen des Moorwassers, was zu einer Verfärbung und Verhärtung des Holzes führt.
Die Verfärbungen variieren von hellgrau über dunkelgelb, dunkelbraun, blaugrau bis tiefschwarz und sind sehr unregelmäßig ausgeprägt. Gefunden werden meist Stämme von 3 bis 20 m Länge und bis zu 1,3 m Durchmesser. Das Alter der subfossilen Eichenstämme liegt zwischen 600 und bis zu 8.500 Jahren.

## Entstehung
Subfossiles Eichenholz entsteht durch lange Lagerung unter Sauerstoffausschluss in moorigen oder sumpfigen Gebieten aus rezentem Eichenholz. Die Veränderung ist ein langsamer, langwieriger Prozess einer Eisengerbstoffreaktion des gerbsäurehaltigen Holzes und den eisenreichen, feuchten Böden und Wassern, sowie ammoniakalischen Sumpfgasen der Umgebung. Die herrschenden Lagerbedingungen bestimmen entscheidend den Grad der Farbänderung, Intensität und sonstige Veränderung der Holzeigenschaften.
Während der langen Lagerung ist der chemische Abbau verhältnismäßig unbedeutend und tritt vorwiegend bei den Polyosen des Holzes auf. Im elektronenmikroskopischen Bild wird durch eine höhere Elektronenabsorption der Zellwand die Zunahme des hydrolyseresistenten Anteils deutlich. Am Rand der Lumen ist nur ein geringer Zellwandabbau zu sehen.

## Verarbeitung

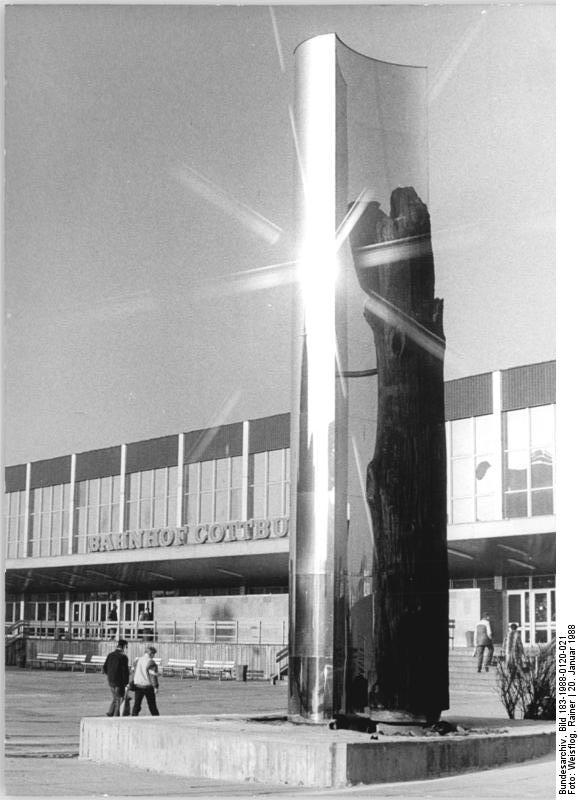
Bahnhofsvorplatz Cottbus: Skulptur aus Edelstahl und Mooreiche aus Lausitzer Tagebau

Subfossiles Eichenholz findet sich eher zufällig. Meist wird es mit einfachen Methoden aus dem Boden geholt und anschließend verkauft. Die Bearbeitung mit mechanischen Methoden funktioniert noch gut, zu beachten sind lediglich mögliche auftretende Holzfehler wie zum Beispiel Drehwuchs, Krümmungen, Unrundheit, Kernfäule, Hohlstämmigkeit, Ringschälen, unverkernte Zonen oder ungleichmäßige Jahrringbreiten. Diese sollten bei der Schnittbildplanung miteinbezogen werden.
Die anschließende Trocknung sollte äußerst schonend und langsam durchgeführt werden, da sich sonst rasch Risse bilden können.
Eine Verklebung des Holzes funktioniert gut und kann mit den gängigen Haftmitteln problemlos durchgeführt werden. Auch eine Oberflächenbehandlung ist gut durchführbar und das Holz lackierbar.
Mooreiche lässt sich gut sägen, hobeln, fräsen, bohren, schleifen, drechseln oder zu Furnieren verarbeiten. Gängige Zurichtungsmethoden sind Halbierung, Vierteilung, Hochkant- und Mehrfachteilung, jedoch wird das Mooreichenholz anschließend meist noch zu Furnierholz, insbesondere Messerholz für Deckfurniere für Möbel, Vertäfelungen, Parkett oder als Spezialholz zum Drechseln weiterverarbeitet. Die Holzausnutzung dabei liegt bei etwa 95 %.

## Holzqualität und Eigenschaften

### Unterschied subfossiler zu rezenter Eiche
Subfossile Eiche/Mooreiche
Die Eigenschaften subfossiler Eiche unterscheiden sich nicht signifikant von denen rezenter Eichen. Die Darrdichte nach DIN 52182 fällt durchschnittlich ein wenig höher aus und liegt bei ca. 0,58 bis 0,73 g/cm³. Auch die durchschnittliche Rohdichte ist etwas höher als bei rezenter Eiche und beträgt ca. 0,62 bis 0,76 g/cm³. Wie rezentes Eichenholz ist subfossiles auch nur mäßig schwindend.
Die Holzeigenschaften wie Härte, Gewicht, Bearbeitbarkeit schwanken und sind abhängig vom Fundort und dem Alter des jeweiligen Stückes.
Mechanische Bearbeitungen lassen sich gut durchführen, lediglich beim Verschrauben ist Vorsicht geboten, denn Schrauben sollten vorgebohrt werden.
Damit es nicht zu einer Rissbildung kommt, sollte auf ein langsames schonendes Trocknen Wert gelegt werden. Hinsichtlich der Haltbarkeit ist zu beachten, dass Mooreichenholz nicht witterungsfest ist und auch nur mäßig beständig gegenüber Pilz- oder Insektenbefall.
Rezente Eiche
Die durchschnittliche Darrdichte nach DIN 52182 bei rezenter Eiche ist niedriger als bei subfossiler Eiche und beträgt ca. 0,48 bis 0,87 g/cm³. Auch die durchschnittliche Rohdichte ist etwas niedriger als die von subfossiler Eiche und beträgt ca. 0,55 bis 0,98 g/cm³.
Rezentes Eichenholz schwindet ebenfalls nur mäßig.
In diesem Fall sind Holzeigenschaften wie die Härte, das Gewicht und die Bearbeitbarkeit in Abhängigkeit zum Einschlagort und dem Alter schwankend. Rezentes Eichenholz ist allgemein gut zu bearbeiten, es ist messer- und schälbar sowie leicht spaltbar. Allerdings ist es aufgrund seiner Grobfasrigkeit schwer zu hobeln. Für das Verbauen mit Schrauben oder Nägeln sollte bei dünnem Holz vorgebohrt werden.
Wie schon beim subfossilen Eichenholz neigt auch rezentes Eichenholz zum Reißen und Werfen, daher sollte auch bei rezentem Eichenholz die Trocknung schonend und langsam durchgeführt werden.

### Physikalische, chemische und strukturelle Eigenschaften
Mooreiche/subfossiles Holz
Mooreiche ist ein mäßig schwindendes Holz. Die Eigenschaften der gefundenen Stücke, wie Härte, Gewicht und Bearbeitbarkeit sind abhängig vom Fundort und Alter.
Wagenführ (2007) gibt folgende Kennwerte für Eiche (Quercus robur L.) subfossiles Holz.
- Darrdichte: 0,58 … 0,63 … 0,73 g/cm³
- Rohdichte (Holzfeuchte 12 %): 0,615 … 0,665 … 0,760 g/cm³
- Maximaler Schwindsatz längs: 0,2 … 0,5 … 0,7 %
- Maximaler Schwindsatz radial: 6,5 … 8,0 … 13,7 %
- Maximaler Schwindsatz tangential: 6,9 … 11,9 … 13,9 %

Der Aschegehalt nimmt bei Untersuchungen an subfossilem Eichenholz vom Stamminneren nach außen hin zu, dies hängt mit dem Transport der mineralischen Anteile über die Diffusion ins Stamminnere zusammen. Der Aschegehalt ist bei Mooreiche aber allgemein höher als bei rezentem Holz. Wagenführ (2007) gibt für Mooreiche 0,8 % bis 1,5 % Aschegehalt an.
Mit Zunahme der Dunkelfärbung sinkt der E-Modul des subfossilen Holzes.
Zum Vergleich rezentes Eichenholz
Auch frisch geschlagenes Eichenholz schwindet nur mäßig und auch hier unterliegen die Eigenschaften wie Härte, Gewicht und Bearbeitbarkeit eindeutig den Schwankungen hinsichtlich des Einschlagortes und Alters,
Wagenführ(2007) gibt folgende Kennwerte für Eiche (Quercusrobur L.) rezentes Holz.
- Darrdichte: 0,39 … 0,65 … 0,93 g/cm³
- Rohdichte (Holzfeuchte 12 %): 0,43 … 0,69 … 0,96 g/cm³
- Maximaler Schwindsatz längs: 0,4 %
- Maximaler Schwindsatz radial: 4,50 … 4,67 %
- Maximaler Schwindsatz tangential: 7,8 … 10,0 %

Ascheanteil für rezentes Holz 0,3 % bis 0,6 %

## Handel und Verwendung

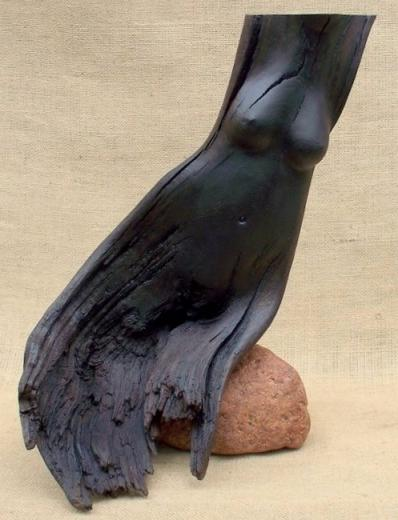
Skulptur aus Mooreichenholz

Das Mooreichenholz ist durch seine charakteristische Farbe und Eigenschaften ein gefragtes Holz zum Beispiel für Pfeifenbauer, die daraus hochwertige und hochpreisige Pfeifen bauen. 
Auch Handwerker nutzen Mooreichenholz, um dieses als Furnierholz für Möbel, Musikinstrumente, Täfelungen oder anderes zu verwenden. Mooreichenholz ist bei Künstlern beliebt, die die subfossile Eiche für ihre Arbeiten verwenden. Aufgrund seiner Seltenheit ist Mooreichenholz gefragt und es werden hohe Preise verlangt. Die Preise variieren stark, beeinflusst durch das Alter und den Zustand des jeweiligen Stückes.